# Запоріжжя (баскетбольний клуб)
Баскетбольний клуб «Запоріжжя» — український баскетбольний клуб із Запоріжжя, заснований 2014 року. У 2021 році під керівництвом Валерія Плеханова здобув найкращий результат в своїй історії, посівши друге місце в Суперлізі.

## Історія
БК «Запоріжжя» був створений напередодні сезону 2014/15. Клуб отримав таку назву через те, що його головною метою були розвиток і популяризація міського баскетболу у Запоріжжі, а ставку зроблено на місцевих гравців. Головним тренером команди став Єгор Большаков, тренером - Кирило Вікторов. Основу складу новоствореного колективу склали вихованці ДЮСШ-12, які до цього мали досвід виступів у Першій лізі і чемпіонаті Запоріжжя, до них долучилося кілька більш досвідчених вихованців, що вже залучалися до ігор за «Ферро-ЗНТУ». Гравці тренувалися на професійній основі - двічі на день. Переважна більшість гравців була студентами, тож перше тренування проводилося перед парами, а друге після їх закінчення. Завданням клубу, яке окреслив головний тренер, було «давати бій супернику у кожній окремо взятій грі». БК «Запоріжжя» встиг провести у чемпіонаті 18 ігор, в яких здобув 9 перемог, а 9 матчів програв і перед зняттям з чемпіонату посідав 4-ту сходинку в турнірній таблиці.

У сезоні 2015/2016 років місто Запоріжжя було представлене в чемпіонаті України з баскетболу серед команд чоловічої Суперліги Фаворит Спорт однойменним клубом. Це сталося завдяки зусиллям президента клубу Віктора Стельмакова та власника компанії «ЗапоріжОйлГруп» Олега Серовського. Більшість гравців тодішнього колективу – молоді хлопці, чий досвід обмежувався виступами у вищій та студентській лігах. Втім, були й такі, хто пограв у Суперлізі й слугував взірцем не тільки у тренувальному процесі, а й у ігровому мисленні, дисципліні, - Олександр Рибалко, Станіслав Овдєєнко, котрий повернувся до рідного міста після чотирирічної перерви, Яків Змітрович та Станіслав Дикий.
У регулярному чемпіонаті БК «ЗАПОРІЖЖЯ» здобув 14 перемог при 18 поразках і посів шосте місце, яке цілком відповідало можливостям клубу. У чвертьфінальній серії плей-офф підопічні Дмитра Щиглінського двічі поступилися столичному «Динамо» - 63:84 і 52:80.
До десятки найкорисніших гравців чемпіонату увійшов Станіслав Овдєєнко, чий середній рейтинг ефективності за матч дорівнював 14,41 балу. В середньому за гру він приносив у командну скарбничку 16,41 очка. На відзнаку також заслуговував капітан команди Олександр Рибалко, котрий здійснював в середньому по 4,32 результативних передач, і Антон Буц (по 5,91 підбирань).

Перед сезоном 2016/2017 БК «ЗАПОРІЖЖЯ-ZOG» отримав гідне поповнення, чому сприяли суттєва допомога спонсора паливної компанії «ЗапоріжОйлГруп», а також певна  допомога з обласного бюджету. Дебютантом БК «ЗАПОРІЖЖЯ-ZOG» став Павло Буренко, після річної перерви повернувся до клубу Макс Конате. Прихід цих виконавців розширив можливості щодо ротації й закрив ті проблеми, які запорізька команда мала на позиціях першого та п’ятого номерів. Уже за підсумками двох кіл регулярного чемпіонату Суперліги Парі-Матч Макс Конате став найрезультативнішим гравцем першості (у 20 іграх форвард набирав в середньому 19,5 очка) і мав кращий показник на підбираннях м’яча (9,15 за гру). Природно, Макс був і найкориснішим гравцем чемпіонату України (його рейтинг ефективності становив у середньому 21,2 бала).
Однак у лютому, після семи поразок поспіль, керівництво клубу змушене було піти на зміни у тренерському штабі команди. Новим головним тренером БК «ЗАПОРІЖЖЯ-ZOG» став Валерій Плеханов, котрий раніше тренував БК «Донецьк», дніпродзержинський «ДніпроАЗОТ», криворізький «Кривбасс», який привів до бронзових нагород чемпіонату Суперліги у сезоні 2015/2016, а його попередник Дмитро Щиглінський обійняв посаду асистента. Ігровий склад команди поповнили Віталій Мальчевський, Дмитро Липовцев і Денис Носков, які грали під орудою Плеханова у криворізькій команді. На жаль, на фініші «регулярки» сезону 2016/2017 через травми запорізькому клубу не змогли допомогти Павло Буренко і Юрій Кондраков, а Макс Конате у пошуках баскетбольного щастя вирушив до Естонії. За підсумками регулярного чемпіонату БК «Запоріжжя-ZOG» посів шосте місце, здобувши 13 перемог у 27 матчах і маючи третій показник результативності. У двохматчевому протистоянні чвертьфінальної серії плей-оф підопічні Валерія Плеханова поступилися «Дніпру».

У сезоні 2017/2018 більшість клубів української Суперліги вже мали змогу підсилювати свій склад легіонерами. На жаль обмежений бюджет БК «ЗАПОРІЖЖЯ-ZOG» дозволяв формувати ростер команди виключно українськими виконавцями. Керівництво клубу намагалося посилити склад новими гравцями – прийшли до команди центровий Валерій Анісімов, захисники Андрій Кожемякін та Олексій Щепкін, легкий форвард Євген Ворник та важкі форварди Максим Нікітін та Богдан Ясиненко. Не всі нові гравці повністю вписалися в ігрові схеми Валерія Плеханова та його помічника Дмитра Болдаєва. До того ж впродовж сезону команді дошкуляли травми провідних гравців. Тому в реулярному чемпіонаті БК «ЗАПОРІЖЖЯ-ZOG» посів останнє 8-ме місце і в плей-оф зустрічався з чемпіоном регулярних змагань – БК «Дніпро». І хоч запоріжці і поступилися сусідам з Дніпра в обох матчах чвертьфіналу, але обидва матчі були дуже бойові і переможця визначав клатч-тайм – 82:85, 78:82. 
До десятки найрезультативніших гравців чемпіонату ввійшов Олексій Щепкін – 14,7 очок у середньому за гру. Кращим в команді за підбираннями був Валерій Анісімов - 5,6 підбирань у середньому за гру,. Кращим асистентом став Ернесто Ткачук - 4,1 передачі  у середньому.
Перші три роки БК «Запоріжжя» мав можливість грати в елітному дивізіоні українського баскетболу – Суперлізі, завдяки підтримці паливної компанії «Запоріжоілгруп» та її власника Олега Серовського. Тому команда перші три сезони носила офіційну назву – БК «Запоріжжя-ZOG».
Справжнім подарунком запорізьким вболівальникам у міжсезоння стало введення в експлуатацію оновленого палацу спорту “Юність”. Таку арену в статусі домашньої мріють мати у своєму розпорядженні багато європейських клубів. Завдяки цьому керівництву клубу вдалося значно розширити перелік спонсорів перед новим сезоном – окрім багаторічного партнера паливної компанії “Запоріжоілгруп” команді допогали місцева та обласна влада і ПАТ “Запоріжсталь”.
Тому перед стартом сезону 2018/2019 БК “Запоріжжя” отримав гідне підсилення. Новачками клубу стали троє американських легіонерів (форвард Кіндалл Хілл і захисники – Майкл Холтон та Малік Трент)  і двоє талановитих українських форвардів - 23-річний Андрій Мироненко та 22-річний Олександр Тарасенко. Трохи пізніше до команди доєднався американський центровий Джервон Пресслі. Також до основного ростеру команди Валерій Плеханов долучив форварда Володимира Шевченка, захисників Станіслава Овдєєнка і Юрія Кондракова та центрового Антона Буца. 
Перший сезон команда проводила домашні матчі на арені оновленого та сучасного і дуже комфортного для вболівальників ПС «Юність». Також того року керівництво клуба вгадало з вибором легіонерів – особливо гідно себе проявляли Майкл Холтон та Кіндалл Хілл.  Регулярний чемпіонат Суперліги Парі-Матч запорізька команда завершила на першому місці – 19 перемог, 9 поразок. В чвертьфіналі, що грався до двох перемог запоріжці обіграли минулорічного чемпіона Черкаські Мавпи з рахунком 2:1 (81:80 в останній грі). В півфінальній серії запорізька команда поступилися Київ-Баскету 1:3. Феєрична бронзова серія завершилися лише у вирішальному п’ятому матчі, в якому БК «Запоріжжя» подолав спротив сусідів з БК «Дніпро» та посів третє місце. Гармонійне поєднання українських гравців з легіонерами, де кожен отримав свою роль, принесло високу насолоду всім прихильникам запорізького клубу. Запоріжці переписали власну історію, повернувши медалі української Суперліги у рідне місто через шість років. У новітній історії, яку розпочав БК «Запоріжжя» – це перші нагороди подібного ґатунку.

Сезон 2018/2019 став останнім в ігровій кар’єрі вихованця запорізького баскетболу Станіслава Овдєєнка. В цьому сезоні Станіслав був справжнім капітаном і допомагав тренерському штабу як на ігровому майданчику (вирішальний внесок капітана в перемогу запоріжців у четвертому матчі бронзової серії на майданчику Дніпра), так і поза ним (мотиваційні та об’єднуючі дії капітана, що сприяли здобуттю переможного командного духу). Тому у наступному сезоні 2019/2020 керівництво клубу запропонувало Станіславу Овдєєнко доєднатися до тренерського штабу рідної команди і розпочати новий етап у своїй баскетбольній кар’єрі. Як ставалося раніше із гравцями «Ферро-ЗНТУ», обмежений бюджет БК «Запоріжжя»  не дозволив зберегти яскравих легіонерів, що значно здорожчали на баскетбольному ринку. Цього разу похід на ринок недорогих баскетбольних талантів був невдалим. Два американських форварди Ламонтрей Харріс та Дейонте Сіммонс не протрималися в команді довго і були відправлені в США. Захисники Брендон Рендольф та Лью Столлворт дограли до кінця сезону, але проявляли свої кращі якості лише відрізками. Перед сезоном з команди пішли захисник Юрій Кондраков, форвард Олександр Тарасенко. Натомість доєдналися досвідчені форварди Дмитро Липовцев і Максим Сандул та молоді гравці – захисник Андрій Кожем’якін і  форварди Ілля Нємцу та Іван Міхєєв. Більше часу на майданчику почав отримувати від тренерського штабу молодий вихованець запорізького баскетболу Яків Тітов. Це сталося можливим ще й завдяки постійним травмам основним виконавцям обойми Валерія Плеханова в цьому сезоні  – Володимира Шевченка і Андрія Мироненка. Наприкінці регулярного чемпіонату команда почала демонструвати більш змістовну гру і була готова до виступів у плей-оф (ділила 7-8 місця з МБК Миколаїв), але у зв’язку з початком епідемії COVID-19 чемпіонат було вирішено не догравати, плей-оф було скасовано і у підсумку сезону 2019/2020 команди залишилися на місцях, які вони посідали на момент зупинки змагань.

Сезон 2020/2021 відбувався в умовах пандемії і лише наприкінці сезону глядачі отримали можливість перебувати на трибунах під час матчів. Перед цим сезоном керівництвом (президент клубу Віктор Стельмаков та президент ФБЗО Валерій Елькінсон) та тренерським штабом (Валерій Плеханов, Дмитро Щіглинський, Станіслав Овдєєнко)  клубу була проведена змістовна робота з повної перебудови складу команди. З минулого сезону залишилися лише молоді гравці, здебільшого вихованці місцевої школи – Яків Тітов, Роман Морозов та Іван Міхєєв. Натомість до запорізької команди приєдналися українські досвідчені гравці – захисник Олександр Сізов, форвард-снайпер Віталій Мальчевський і центровий Дмитро Тихонов. Також з Іспанії вдалося підписати гравця української молодіжки 20-річного Андрія Грицака. На ринку легіонерів цього разу був повний успіх – усі легіонери команди виявилися дуже якісними і вправними. Свінгмен Джошуа Форчун став одним із найкращих снайперів сезону української Суперліги – 16,7 очок в середньому за гру.  Литовський форвард Аурімас Маяускас показував майстер-клас з роботи у фарбі, а за потреби, зі зростом усього лиш 201 см, міг якісно виконувати функції центрового. Але справжнім відкриттям для усієї української Суперліги став Майк Кеффі. Захисник зі зростом усього 183 см був дуже ефективним як у захисті, так і у нападі. Незважаючи на пошкодження, Майк не пропустив жодного з 51 матчу сезону. Майк став кращим у Суперлізі за перехопленнями (1,92 за гру), передачами (7,5 за гру), був визнаний найкращим скорером сезону (876 очок загалом) та MVP регулярного сезону Суперліги Паріматч.
Усю турнірну дистанцію регулярного чемпіонату запорізька команда не змогла пройти рівно. Запоріжцям заважали як травми провідних гравців, так і спалах коронавірусу у команді. Але команда хімія, прогрес молоді та надзвичайний рівень «ветеранів» і легіонерів дали змогу запоріжцям фінішувати у регулярному чемпіонаті вісьмома перемогами поспіль, що є повторенням клубного рекорду.  БК «Запоріжжя»  фінішує на 4-му місці, що дало можливість у першому раунді плей-оф отримати перевагу свого майданчику і врешті-решт посприяло відносно легкій перемозі у чвертьфінальній серії над БК Тернопіль – 3:0. Перед плей-оф запоріжців покинув американський снайпер Джошуа Форчун, який не зміг відновитися від травм. Півфінальна серія з БК Київ-Баскет була по справжньому фєєрічною. Команди двічі обмінялися перемогами на своїх майданчика і вирішальна 5-та гра відбулася у Києві. БК «Запоріжжя» в цій грі був на голову сильнішим свого опонента і переміг з рахунком 92:66. Запорізька команда вперше в своїй історії оформила вихід у фінал Суперліги Паріматч, причому зробила це надзвичайно переконливо. Коротка ротація команди у фінальній серії не дозволила запоріжцям на рівних змагатися з набагато ширшим і в десятки разів дорожчим складом БК «Прометей». Баскетболісти «Запоріжжя» все одно залишилися тріумфаторами сезону 2020/2021  в очах своїх вболівальників, бо вперше в історії запорізького баскетболу у клубну скарбничку був поставлений «срібний» кубок української Суперліги.

Один з тріумфаторів сезону 2020/2021  головний тренер БК «Запоріжжя» Валерій Плеханов перед сезоном 2021/2022 очолив БК Харківські Соколи.  Керівництво запорізького клуба вирішило призначити головним тренером команди Станіслава Овдєєнко. Тренерський штаб запоріжців вперше в історії підсилив іноземний спеціаліст – молодий литовський тренер Паулюс Баркус. В команді залишився весь український кістяк складу, окрім центрового Дмитра Тихонова та форварда Андрія Грицака. За сталою традицією, після успішного сезону весь склад легіонерів довелося оновлювати. Були підписані канадський захисник Ясін Джозеф та американські гравці – форвард Дейшон Френсіс і центровий Еван Максвелл.  Оновлена команда добре грала під орудою молодого тренерського штабу (47 відсотків перемог у 30 матчах, 6-те місце серед 12 команд) та була готова більш гучніше заявити про себе в плей-оф, але повномасштабне вторгнення російської армії в Україну змусило перервати сезон української Суперліги. 

Незважаючи на те, що Запоріжжя стало прифронтовим містом, керівництво запорізького клубу (президент Віктор Стельмаков та президент ФБЗО Валерій Елькінсон) ухвалило рішення зберегти команду та взяти участь у першому сезоні української баскетбольної Суперліги під час повномасштабної війни. Велика кількість українських гравців покинула межі країни, через це довелося створювати команду на базі місцевої ДЮСШ віком 17-20 років. Головний тренер БК «Запоріжжя» Станіслав Овдєєнко у перші дні війни добровільно пішов захищати країну від агресорів.  Тому тренерами команди стали тренери запорізької ДЮСШ Кирило Вікторов та Андрій Жержерунов. До команди також приєдналися досвідчені вихованці запорізького баскетболу Антон Буц, Роман Морозов і Віталій Тельчаров. А у другій половині сезону долучився Віталій Биков. Зрозуміло, що мова не йшла про проведення змагань у Запоріжжі. Чемпіонат відбувався за туровою системою у містах центра та заходу України. На початку сезону запорізька команда спромоглася здобути дві перемоги, але надалі лише програвала. Це було наслідком недосвідченості як більшості гравців, так і тренерського штабу. У другій половині сезону головним тренером призначили досвідченого Дмитра Шіглинського, що дозволило завершити сезон 2022/2023 на більш мажорній ноті.

В сезоні 2023/2024 БК «Запоріжжя» знов очолив Валерій Плеханов. У тренерському штабі йому допомагатимуть Дмитро Щіглинський та Кирило Вікторов. Станіслав Овдєєнко продовжує залишатися в лавах ЗСУ та захищає Україну. До команди повернулися досвідчені Олександр Сізов та Дмитро Липовцев. З київського Будівельника перейшов вихованець миколаївського баскетболу Андрій Хохоник. Також до команди повернувся вихованець запорізької ДЮСШ 19-річний Андрій Величко, який рік підтримував форму у молодіжному складі німецького клубу.

## Склади команд по сезонах
Склад БК «ЗАПОРІЖЖЯ»-2014/2015
| №  | Ім'я                  | Позиція   | Громадянство | Дата народження | Зріст  | Вага   |
| -- | --------------------- | --------- | ------------ | --------------- | ------ | ------ |
|    | Крістіан Луговцов     | захисник  | Україна      | 13/02/1994      | 197 см | 90 кг  |
|    | Сергій М'ясоєдов      | захисник  | Україна      | 24/07/1994      | 190 см | 75 кг  |
|    | Владислав Петренко    | захисник  | Україна      | 16/08/1994      | 180 см | 75 кг  |
| 4  | Максим Теряник        | захисник  | Україна      | 01/06/1995      | 183 см | 83 кг  |
| 5  | Роман Бей             | захисник  | Україна      | 29/11/1995      | 189 см | 85 кг  |
| 6  | Антон Саєнко          | форвард   | Україна      | 17/09/1990      | 198 см | 90 кг  |
| 7  | Вадим Биков           | форвард   | Україна      | 06/06/1996      | 193 см | 90 кг  |
| 8  | Віталій Биков         | захисник  | Україна      | 06/06/1996      | 190 см | 87 кг  |
| 8  | Данило Наталюк        | центровий | Україна      | 09/09/1995      | 211 см | ?      |
| 9  | Ярослав Фомічов       | форвард   | Україна      | 11/10/1994      | 196 см | ?      |
| 10 | Ігор Молчанов         | форвард   | Україна      | 05/09/1994      | 193 см | 86 кг  |
| 11 | Ілля Міхеєв           | форвард   | Україна      | 06/10/1995      | 195 см | 90 кг  |
| 12 | Олександр Зінченко    | форвард   | Україна      | 01/11/1995      | 195 см | ?      |
| 13 | Олександр Гарбарчук   | захисник  | Україна      | 09/06/1991      | 192 см | 85 кг  |
| 14 | Олександр Бартоломєєв | форвард   | Україна      | 05/11/1996      | 203 см | 100 кг |
| 15 | Юрій Кондраков        | захисник  | Україна      | 30/01/1996      | 190 см | -      |

СКЛАД БК «ЗАПОРІЖЖЯ»-2015/2016
| №  | Ім'я               | Дата народження    | Зріст | Вага | Амплуа    |
| -- | ------------------ | ------------------ | ----- | ---- | --------- |
| 1  | Максим Теряник     | 01.07.1995         | 184   | 84   | Захисник  |
| 4  | Олександр Рибалко  | 04.06.1979         | 190   | 84   | Захисник  |
| 6  | Змітрович Яків     | 17.12.1984         | 202   | 98   | Форвард   |
| 7  | Биков Віталій      | 06.06.1996         | 190   | 72   | Захисник  |
| 8  | Кондраков Юрій     | 30.01.1996         | 190   | 88   | Захисник  |
| 10 | Томас Камусакі     | 20.03.1993         | 192   | 92   | Форвард   |
| 11 | Станіслав Дикий    | 28.02.1988         | 202   | 103  | Центровий |
| 19 | Антон Буц          | 13.05.1988         | 201   | 115  | Центровий |
| 22 | Олексій Чигринов   | 06.06.1989         | 188   | 84   | Захисник  |
| 22 | Олег Рудаков       | 08.05.1994         | 194   | 98   | Форвард   |
| 25 | Антон Саєнко       | 17.09.1990         | 198   | 100  | Форвард   |
| 47 | Станіслав Овдєєнко | 03.11.1984         | 190   | 88   | Захисник  |
| 55 | Ілля Міхеєв        | 06.10.1995         | 203   | 90   | Центровий |
|    | Головний тренер    | Дмитро Щіглинський |       |      |           |

СКЛАД БК «ЗАПОРІЖЖЯ»-2016/2017
| №  | Ім'я                   | Дата народження                     | Зріст                               | Вага                                | Амплуа                              |
| -- | ---------------------- | ----------------------------------- | ----------------------------------- | ----------------------------------- | ----------------------------------- |
| 1  | Теряник Максим         | 01.07.1995                          | 184                                 | 84                                  | Захисник                            |
| 4  | Рибалко Олександр      | 04.06.1979                          | 190                                 | 84                                  | Захисник                            |
| 6  | Биков Вадим            | 06.06.1996                          | 190                                 | 72                                  | Захисник                            |
| 7  | Буренко Павло          | 29.01.1990                          | 180                                 | 84                                  | Захисник                            |
| 8  | Кондраков Юрій         | 30.01.1996                          | 190                                 | 88                                  | Захисник                            |
| 10 | Камусакі Томас Фортуне | 20.03.1993                          | 192                                 | 92                                  | Форвард                             |
| 13 | Конате Макс Адам       | 22.03.1991                          | 202                                 | 103                                 | Центровий                           |
| 16 | Мальчевський Віталій   | 05.09.1987                          | 203                                 | 98                                  | Форвард                             |
| 16 | Змітрович Яків         | 17.12.1984                          | 202                                 | 98                                  | Форвард                             |
| 19 | Буц Антон              | 13.05.1988                          | 201                                 | 115                                 | Центровий                           |
| 23 | Биков Віталій          | 06.06.1996                          | 190                                 | 72                                  | Захисник                            |
| 25 | Носков Денис           | 16.02.1990                          | 202                                 | 92                                  | Форвард                             |
| 25 | Саєнко Антон           | 17.09.1990                          | 198                                 | 100                                 | Форвард                             |
| 33 | Максим Лук’янов        | 24.05.1994                          | 197                                 | 82                                  | Форвард                             |
| 47 | Овдєєнко Станіслав     | 03.11.1984                          | 190                                 | 88                                  | Захисник                            |
| 55 | Дмитро Липовцев        | 08.10.1986                          | 203                                 | 95                                  | Форвард                             |
| 55 | Міхеєв Ілля            | 06.10.1995                          | 203                                 | 90                                  | Центровий                           |
|    | Головний тренер        | Дмитро Щіглинський/Валерій Плеханов | Дмитро Щіглинський/Валерій Плеханов | Дмитро Щіглинський/Валерій Плеханов | Дмитро Щіглинський/Валерій Плеханов |

СКЛАД БК «ЗАПОРІЖЖЯ»-2017/2018 Фотосесія
| №  | Ім'я               | Дата народження  | Зріст            | Вага             | Амплуа           |
| -- | ------------------ | ---------------- | ---------------- | ---------------- | ---------------- |
| 2  | Олексій Щепкін     | 25.12.1989       | 191              | 91               | Захисник         |
| 3  | Богдан Ясіненко    | 11.04.1985       | 203              | 105              | Форвард          |
| 7  | Павло Буренко      | 29.01.1990       | 180              | 84               | Захисник         |
| 8  | Юрій Кондраков     | 30.01.1996       | 190              | 88               | Захисник         |
| 11 | Максим Теряник     | 01.07.1995       | 184              | 84               | Захисник         |
| 13 | Андрій Кожем'якін  | 13.12.1996       | 190              | 85               | Захисник         |
| 19 | Антон Буц          | 13.05.1988       | 201              | 115              | Центровий        |
| 24 | Ернесто Ткачук     | 17.09.1994       | 189              | 80               | Захисник         |
| 32 | Максим Нікітін     | 02.12.1989       | 202              | 107              | Форвард          |
| 47 | Станіслав Овдєєнко | 03.11.1984       | 190              | 88               | Захисник         |
| 77 | Євген Ворник       | 19.11.1986       | 207              | 85               | Форвард          |
| 99 | Валерій Анісімов   | 25.07.1990       | 210              | 115              | Центровий        |
|    | Головний тренер    | Валерій Плеханов | Валерій Плеханов | Валерій Плеханов | Валерій Плеханов |

СКЛАД БК «ЗАПОРІЖЖЯ»-2018/2019 Фотосесія
| №  | Ім'я                | Позиція          | Громадянство     | Дата народження  | Зріст            | Вага             |
| -- | ------------------- | ---------------- | ---------------- | ---------------- | ---------------- | ---------------- |
| 4  | Яків Тітов          | захисник         | Україна          | 29/08/1999       | 195 см           | 85 кг            |
| 5  | Кіндал Хілл         | форвард          | США              | 21/08/1994       | 201 см           | 102 кг           |
| 7  | Вадим Биков         | форвард          | Україна          | 06/06/1996       | 193 см           | 90 кг            |
| 8  | Юрій Кондраков      | захисник         | Україна          | 30/01/1996       | 191 см           | 85 кг            |
| 10 | Володимир Шевченко  | форвард          | Україна          | 03/12/1994       | 202 см           | 98 кг            |
| 14 | Майкл Холтон Дж.    | захисник         | США              | 29/11/1995       | 189 см           | 85 кг            |
| 19 | Антон Буц           | центровий        | Україна          | 13/05/1988       | 201 см           | 115 кг           |
| 23 | Віталій Биков       | захисник         | Україна          | 06/06/1996       | 190 см           | 87 кг            |
| 33 | Малік Трент         | захисник         | США              | 20/06/1994       | 188 см           | 80 кг            |
| 37 | Олександр Тарасенко | форвард          | Україна          | 08/04/1996       | 202 см           | 93 кг            |
| 44 | Андрій Мироненко    | форвард          | Україна          | 08/12/1994       | 199 см           | 102 кг           |
| 47 | Станіслав Овдєєнко  | форвард          | Україна          | 03/11/1984       | 190 см           | 203 см           |
| 77 | Джервон Пресслі     | центровий        | США              | 16/15/1992       | 203 см           | 113 кг           |
|    | Головний тренер     | Валерій Плеханов | Валерій Плеханов | Валерій Плеханов | Валерій Плеханов | Валерій Плеханов |

СКЛАД БК «ЗАПОРІЖЖЯ»-2019/2020 Фотосесія
| №  | Ім'я               | Позиція          | Громадянство     | Дата народження  | Зріст            | Вага             |
| -- | ------------------ | ---------------- | ---------------- | ---------------- | ---------------- | ---------------- |
| 1  | Дмитро Липовцев    | форвард          | Україна          | 08/10/1986       | 203 см           | 95 кг            |
| 2  | Андрій Кожемякін   | захисник         | Україна          | 13/12/1996       | 190 см           | 85 кг            |
| 3  | Дейонте Сіммонс    | форвард          | США              | 05/03/1996       | 205 см           | 104 кг           |
| 4  | Яків Тітов         | захисник         | Україна          | 29/08/1999       | 195 см           | 85 кг            |
| 7  | Ілля Нємцу         | форвард          | Україна          | 30/07/1997       | 198 см           | 95 кг            |
| 11 | Володимир Шевченко | форвард          | Україна          | 03/12/1994       | 202 см           | 98 кг            |
| 13 | Лью Столлворт      | захисник         | США              | 29/05/1996       | 185 см           | 91 кг            |
| 14 | Іван Міхєєв        | захисник         | Україна          | 14/01/1999       | 194 см           | 86 кг            |
| 19 | Антон Буц          | центровий        | Україна          | 13/05/1988       | 201 см           | 115 кг           |
| 21 | Максим Сандул      | центровий        | Україна          | 20/02/1991       | 206 см           | 112 кг           |
| 24 | Брендон Рендольф   | захисник         | США              | 26/05/1995       | 188 см           | 86 кг            |
| 30 | Джервон Пресслі    | центровий        | США              | 16/12/1992       | 203 см           | 110 кг           |
| 44 | Андрій Мироненко   | форвард          | Україна          | 08/12/1994       | 199 см           | 102 кг           |
|    | Головний тренер    | Валерій Плеханов | Валерій Плеханов | Валерій Плеханов | Валерій Плеханов | Валерій Плеханов |

СКЛАД БК «ЗАПОРІЖЖЯ»-2020/2021 Фотосесія
| №  | Ім'я                 | Дата народження  | Громадянство     | Зріст            | Вага             | Амплуа           |
| -- | -------------------- | ---------------- | ---------------- | ---------------- | ---------------- | ---------------- |
| 1  | Рустам Рагімов       | 07.06.1999       | Україна          | 188              | 85               | Захисник         |
| 3  | Віталій Мальчевський | 05.09.1987       | Україна          | 203              | 98               | Форвард          |
| 4  | Яків Тітов           | 29.08.1999       | Україна          | 193              | 90               | Захисник         |
| 5  | Майк Кеффі           | 17.02.1993       | США              | 183              | 81               | Захисник         |
| 6  | Джошуа Форчун        | 01.09.1994       | США              | 196              | 91               | Захисник         |
| 7  | Андрій Грицак        | 12.06.2000       | Україна          | 201              | 98               | Форвард          |
| 8  | Дмитро Сорочан       | 06.08.1998       | Україна          | 200              | 103              | Центровий        |
| 9  | Олександр Сізов      | 16.06.1988       | Україна          | 197              | 97               | Захисник/Форвард |
| 11 | Данило Соколенко     | 13.08.1999       | Україна          | 204              | 90               | Форвард          |
| 13 | Аурімас Маяускас     | 11.05.1993       | Литва            | 201              | 100              | Форвард          |
| 14 | Іван Міхєєв          | 14.01.1999       | Україна          | 194              | 87               | Захисник/Форвард |
| 15 | Дмитро Тихонов       | 19.01.1992       | Україна          | 204              | 123              | Центровий        |
| 24 | Роман Морозов        | 24.10.1998       | Україна          | 205              | 97               | Форвард          |
|    | Головний тренер      | Валерій Плеханов | Валерій Плеханов | Валерій Плеханов | Валерій Плеханов | Валерій Плеханов |

СКЛАД БК «ЗАПОРІЖЖЯ»-2021/2022 Фотосесія1   Фотосесія2  Фотосесія3
| №  | Ім'я                 | Дата народження    | Громадянство       | Зріст              | Вага               | Амплуа             |
| -- | -------------------- | ------------------ | ------------------ | ------------------ | ------------------ | ------------------ |
| 2  | Еван Максвелл        | 12.05.1995         | США                | 208                | 113                | Форвард/Центровий  |
| 3  | Віталій Мальчевський | 05.09.1987         | Україна            | 203                | 98                 | Форвард            |
| 4  | Яків Тітов           | 29.08.1999         | Україна            | 193                | 90                 | Захисник           |
| 5  | Дейшон Френсіс       | 26.01.1996         | США                | 195                | 95                 | Захисник           |
| 6  | Рустам Рагімов       | 07.06.1999         | Україна            | 188                | 92                 | Захисник           |
| 9  | Олександр Сізов      | 16.06.1988         | Україна            | 197                | 97                 | Захисник/Форвард   |
| 10 | Ясін Джозеф          | 10.08.1996         | Канада             | 186                | 85                 | Захисник           |
| 11 | Данило Соколенко     | 13.08.1999         | Україна            | 204                | 90                 | Форвард            |
| 14 | Іван Міхєєв          | 14.01.1999         | Україна            | 194                | 87                 | Захисник/Форвард   |
| 24 | Роман Морозов        | 24.10.1998         | Україна            | 205                | 97                 | Форвард            |
| 40 | Антанас Удрас        | 01.06.1992         | Литва              | 203                | 105                | Центровий          |
| 99 | Макол Мав'єн         | 08.11.1996         | США                | 206                | 100                | Форвард/Центровий  |
|    | Головний тренер      | Станіслав Овдєєнко | Станіслав Овдєєнко | Станіслав Овдєєнко | Станіслав Овдєєнко | Станіслав Овдєєнко |

СКЛАД БК «ЗАПОРІЖЖЯ»-2022/2023
| №  | Ім'я              | Дата народження                    | Громадянство                       | Зріст                              | Вага                               | Амплуа                             |
| -- | ----------------- | ---------------------------------- | ---------------------------------- | ---------------------------------- | ---------------------------------- | ---------------------------------- |
| 2  | Антон Буц         | 13.05. 1988                        | Україна                            | 202                                | 124                                | Центровий                          |
| 5  | Артем Покоєнко    | 20.01.2004                         | Україна                            | 185                                | 80                                 | Захисник                           |
| 6  | Данило Козак      | 10.09.2004                         | Україна                            | 177                                | 80                                 | Захисник                           |
| 8  | Марк Бер          | 14.01.2003                         | Україна                            | 187                                | 80                                 | Захисник                           |
| 9  | Віталій Биков     | 06.06. 1996                        | Україна                            | 190                                | 72                                 | Захисник                           |
| 10 | Максим Ледньов    | 11.11.1995                         | Україна                            | 190                                | 88                                 | Захисник                           |
| 12 | Микола Головчик   | 21.12.2003                         | Україна                            | 193                                | 88                                 | Форвард                            |
| 21 | Кирило Кліманов   | 13.03. 2003                        | Україна                            | 197                                | 94                                 | Важкий форвард                     |
| 23 | Ілля Дмитренко    | 04.06.2003                         | Україна                            | 204                                | 87                                 | Центровий                          |
| 24 | Роман Морозов     | 24.10.1998                         | Україна                            | 205                                | 100                                | Форвард                            |
| 96 | Віталій Тельчаров | 02.05.1996                         | Україна                            | 185                                | 88                                 | Захисник                           |
|    | Головний тренер   | Кирило Вікторов/Дмитро Щіглинський | Кирило Вікторов/Дмитро Щіглинський | Кирило Вікторов/Дмитро Щіглинський | Кирило Вікторов/Дмитро Щіглинський | Кирило Вікторов/Дмитро Щіглинський |

СКЛАД БК «ЗАПОРІЖЖЯ»-2023/2024
| №  | Ім'я              | Дата народження  | Громадянство     | Зріст            | Вага             | Амплуа           |
| -- | ----------------- | ---------------- | ---------------- | ---------------- | ---------------- | ---------------- |
| 1  | Віталій Биков     | 06.06.1996       | Україна          | 190              | 80               | Захисник         |
| 2  | Артем Покоєнко    | 20.01.2004       | Україна          | 185              | 80               | Захисник         |
| 7  | Андрій Хохоник    | 07.08.1997       | Україна          | 188              | 88               | Захисник         |
| 9  | Олександр Сізов   | 16.06.1988       | Україна          | 197              | 96               | Захисник/Форвард |
| 11 | Антон Буц         | 13.05. 1988      | Україна          | 202              | 124              | Центровий        |
| 13 | Дмитро Липовцев   | 08.10.1986       | Україна          | 203              | 93               | Захисник         |
| 14 | Марк Бер          | 14.01.2003       | Україна          | 187              | 90               | Захисник         |
| 17 | Віталій Тельчаров | 02.05.1996       | Україна          | 185              | 92               | Захисник         |
| 20 | Андрій Величко    | 07.05.2004       | Україна          | 185              | 80               | Захисник         |
| 21 | Кирило Кліманов   | 13.03. 2003      | Україна          | 200              | 98               | Важкий форвард   |
| 23 | Ілля Дмитренко    | 04.06.2003       | Україна          | 205              | 90               | Центровий        |
| 24 | Роман Морозов     | 24.10.1998       | Україна          | 205              | 105              | Форвард          |
|    | Головний тренер   | Валерій Плеханов | Валерій Плеханов | Валерій Плеханов | Валерій Плеханов | Валерій Плеханов |

## Рекорди
- Найбільша перемога: +26 (100:74 «Авангард» Київ, 21 січня 2015 року, Запоріжжя[3])
- Найбільша поразка: -32 (72:104 «Золотий Вік» (Кіровоград), 7 грудня 2014 року, Кіровоград[4])
- Найбільша кількість очок у матчах за участю команди: 217 (107:110 ОТ «Авангард» Київ, 20 січня 2015 року, Запоріжжя[5])
- Найбільша кількість набраних очок у матчі: 107 (107:110 ОТ «Авангард» Київ, 20 січня 2015 року, Запоріжжя)
- Найменша кількість набраних очок у матчі: 61 (61:90 «Волиньбаскет-WOG-Університет» (Луцьк), 28 лютого 2015 року, Луцьк[6])
- Найбільша кількість пропущених очок у матчі: 110 (107:110 ОТ «Авангард» Київ, 20 січня 2015 року, Запоріжжя)
- Найменша кількість пропущених очок у матчі: 66 (79:66 «Хімік-2» (Южне), 14 грудня 2015 року, Луцьк[7])

## Легіонери
| - Лью Столлворт - Джеймс Кіндал Хілл - Майкл Дж. Холтон - Малік Террел Трент - Джервон Преслі - Брендон Рендоль - Майкл Кеффі - Аурімас Маяускас - Дейшон Френсіс - Ясін Джозеф - Антанас Удрас - Макол Мав'єн |

## Статистика сезонів
| <Бк Запоріжжя> |           |   |    |    |    |      | |                                                                                       |                    |  |  |
| 2015-2016      | Суперліга | 4 | 32 | 18 | 14 | .563 | 1/4 фіналу: Динамо 84–63; 80–52; | 1/4 фіналу: Кривбас 20–0; 20–00                                                       | Дмитро Щіглинський |  |  |
| 2016-2017      | Суперліга | 6 | 27 | 13 | 14 | .481 | 1/4 фіналу: Дніпро 94–70; 97–79; | 1/4 фіналу: Будівельник 73–78; 83–68                                                  | Валерій Плеханов   |  |  |
| 2017-2018      | Суперліга | 8 | 28 | 6  | 22 | .214 | 1/4 фіналу: Дніпро 85–82; 82–78; | 1/8 фіналу: Дніпро 102-79; 83-68;                                                     | Валерій Плеханов   |  |  |
| 2018-2019      | Суперліга | 1 | 28 | 19 | 9  | .679 | 1/4 фіналу: Черкаські Мавпи 87–105; 91–101;80-81; 1/2фіналу:Київ-Баскет 94-86; 83-95; 104-92; 89-81; 3 місце:Дніпро 86-101; 81-73; 94-101; 77-92; 56-76; | 1/8 фіналу: Рівне 0–20; 0–20 1/4Дніпро 73-70; 103-86;                                 | Валерій Плеханов   |  |  |
| 2019-2020      | Суперліга | 8 | 26 | 8  | 18 | .308 | | 1/16 фіналу: Волиньбаскет 62–89; 68–97 1/8Київ 40-97; 49-101; 1/4Дніпро 75-66; 94-80; | Валерій Плеханов   |  |  |
| 2020-2021      | Суперліга | 2 | 40 | 26 | 14 | .650 | 1/4 фіналу: ТЕРНОПІЛЬ-ТНЕУ 69–83; 70–74; 68-75; 1/2фіналу:Київ-Баскет 77-53; 66-74; 91-83; 63-83; 66-92; Фінал: Прометей 85-57; 79-54; 88-83;            | 1/8 фіналу: Хімік 72–95; 44–119 1/4Київ-Баскет 82-89; 1/2Черкаські Мавпи 79-67;       | Валерій Плеханов   |  |  |
| 2021-2022      | Суперліга | 7 | 31 | 14 | 17 | .452 | |                                                                                       | Станіслав Овдєєнко |  |  |
| 2022-2023      | Суперліга | 7 | 32 | 9  | 23 | .281 | |                                                                                       | Дмитро Щіглинський |  |  |